# Pleitersheim
Pleitersheim là một đô thị thuộc huyện Bad Kreuznach trong bang Rheinland-Pfalz, phía tây nước Đức. Đô thị Pleitersheim có diện tích 2,32 km², dân số thời điểm ngày 31 tháng 12 năm 2006 là 348 người.